# 邓辉
邓辉（1971年3月—），江西奉新人，汉族，中华人民共和国政治人物，江西财经大学校长，第十二届全国人民代表大会江西地区代表。
毕业于中国政法大学民商法学专业。加入中国民主促进会。2013年，担任全国人大代表